# Jan Michał Rakowski
Jan Michał Rakowski (ur. 24 listopada 1859 w Klonówce, zm. 7 maja 1939 w Grudziądzu) – polski działacz narodowy, pisarz i dziennikarz.
Studiował filozofię i języki starożytne we Wrocławiu i Królewcu.
Pracował jako dziennikarz lub redaktor w następujących czasopismach: Katolik, Wiarus Polski (w Bochum), Gazeta Grudziądzka (w latach 1894-1930), Sopocka Gazeta Kąpielowa, Gazeta Ludowa, Mazur.
Należał do Towarzystwa Literacko-Słowiańskiego, Towarzystwa Przemysłowców Polskich, Towarzystwa Gimnastycznego "Sokół", Katolicko-Polskiej Partii Ludowej oraz do Związku Filomatów Pomorskich.
Wydał powieści "Z wojny amerykańsko-hiszpańskiej" (1918) oraz "Wyprawa Stanleya przez najczarniejszą Afrykę" (1924). "Elementarz polski" jego autorstwa z 1911 roku doczekał się kilku wydań w łącznym nakładzie około 1 miliona egzemplarzy.
W 1930 przeszedł na emeryturę.